# Monte-Carlo
Pour les articles homonymes, voir Monte-Carlo (homonymie).

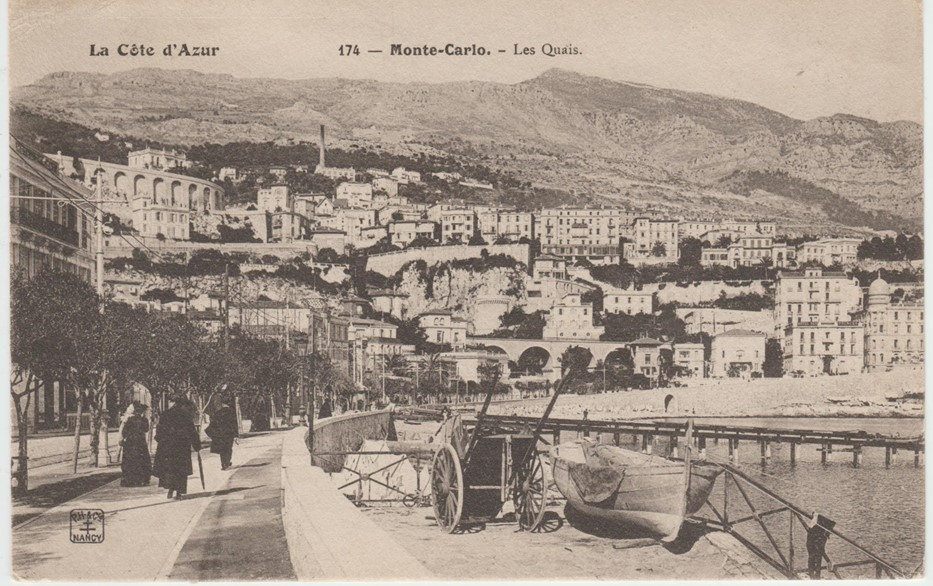
Photographie ancienne des quais de Monte-Carlo.

Monte-Carlo (monégasque : Munte-Carlu) est un quartier de Monaco. Il abrite le casino de Monte-Carlo.
Le quartier traditionnel de Monte-Carlo est divisé en trois quartiers ordonnancés : Monte-Carlo, La Rousse et Le Larvotto.

## Toponymie
Cette partie de la principauté comprise à l'est du vallon des Gaumates est baptisée Monte-Carlo (en français, le « Mont-Charles ») le 1er juillet 1866 par Marie et François Blanc, en l'honneur du prince Charles III de Monaco.
Ce nom a été adapté en monégasque : Monte-Carlu [ˌmõteˈkaʀlu]. Ce sont les règles typographiques relatives aux toponymes en usage à l'Imprimerie nationale qui imposent d'écrire Monte-Carlo avec un trait d'union.
On prononce généralement /Monté-Carlo/, mais certains disent /Monté-Carl'/. On n'utilise pas d'autre gentilé que Monégasques pour les habitants de Monte-Carlo.
Monte-Carlo est le quartier le plus célèbre de Monaco, au point d'être parfois confondu avec le pays entier, ou considéré — à tort — comme sa capitale ou comme une seconde commune au sein de la principauté. Les plaques d'immatriculation des automobiles de la principauté portent la mention « MC » rappelant Monte-Carlo alors qu'il s'agit d'une abréviation de  Monaco. RMC (Radio Monte-Carlo) porte le nom du quartier et non celui du pays. Pour les courses automobiles, il y a le Grand Prix automobile de Monaco et le Rallye automobile Monte-Carlo.
L'urbanisation rapide de Monte-Carlo entraîne la création d'une véritable « banlieue » en territoire français (terrains faisant partie des quartiers inférieurs de La Turbie) qui devient, par la loi du 10 avril 1904, une commune sous le nom de Beausoleil et que l'on avait d'abord pensé appeler Monte-Carlo supérieur.

## Histoire

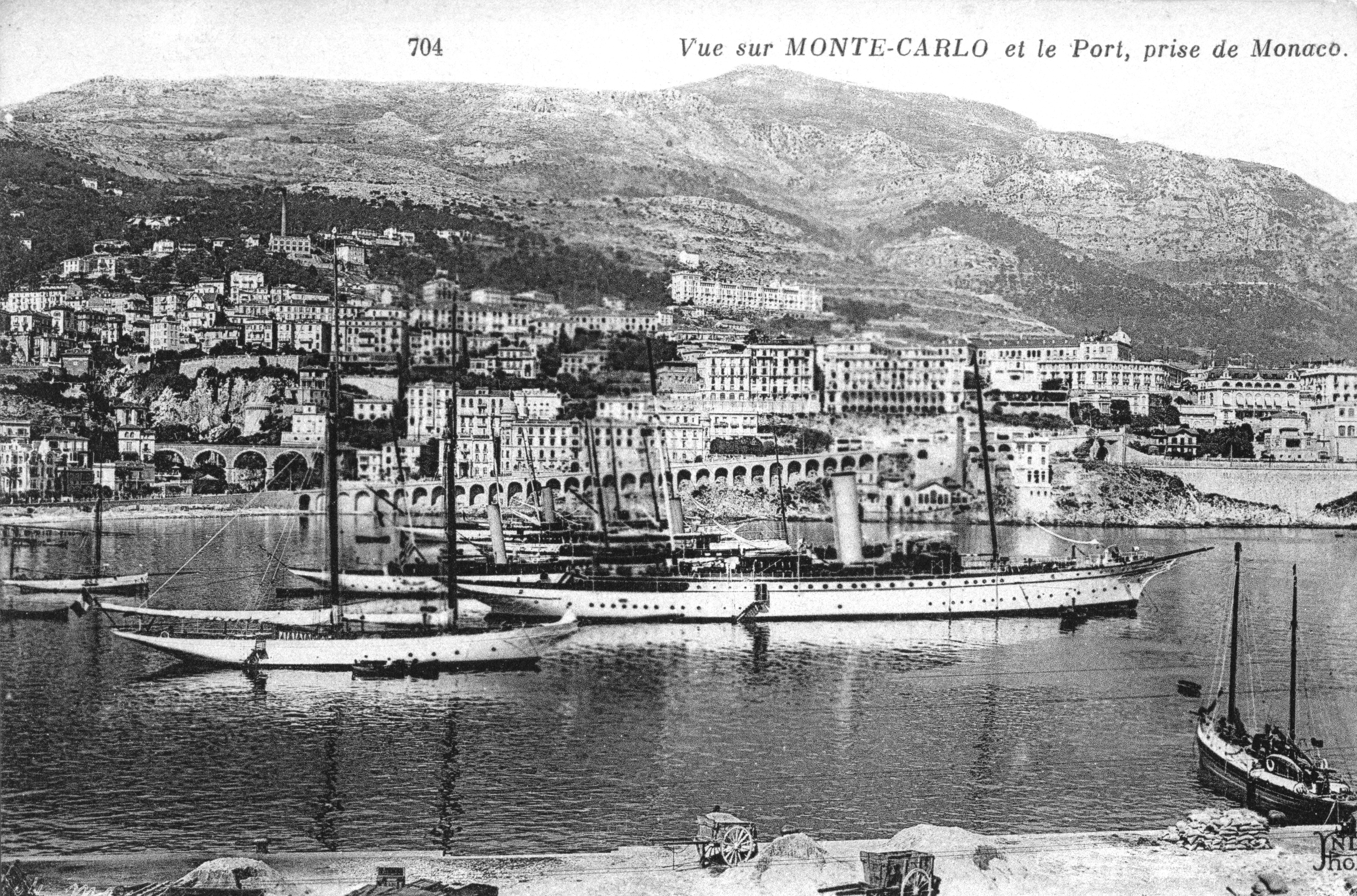
Monte-Carlo au début du XXe siècle.

En 1856, afin d'assurer des ressources financières à la principauté, le prince Charles III de Monaco autorise l'ouverture d'un casino.
Après une première installation infructueuse dans le Monaco historique (Munegu Autu - Monaco Ville), en 1862, on élève à Monte-Carlo, pour les jeux, une humble bâtisse (inaugurée en 1863) qui reste isolée, nul ne voulant acheter aux alentours un terrain avec obligation de construire. Mais tout va changer quand François Blanc, le directeur du casino de Bad Homburg, ville d'eau hessoise (située dans l'État de Hesse-Hombourg) devient concessionnaire et crée la Société des bains de mer en 1863. Grâce à ses talents et à ses capitaux, il réussit là où ses prédécesseurs s'étaient ruinés : en peu d'années, la vogue est acquise et une ville couvre bientôt le plateau des Spélugues de ses constructions de luxe.
Le mot « Spélugues » signifie « Grottes » ; en monégasque Ë Speřüghe, du roman commun et au singulier speluca, correspondant au latin classique spelunca lui-même issu du grec σπήλαιον / spḗlaion, « grotte », que l'on retrouve dans le nom spéléologie.
L'urbanisation des terrains improductifs des Spélugues a en effet vu la construction de villas, hôtels, boutiques et du casino dont Blanc veut assurer l'essor. Mais le plateau des Spélugues prête à la raillerie des mauvais perdants qui l'associent à Spelunke en allemand (terme désignant un « établissement douteux »), ou spélonque en ancien français (terme désignant un coupe-gorge). Blanc conseille au prince Charles III de Monaco de changer ce nom peu évocateur. Ainsi, par une ordonnance du 1er juin 1866, le nouveau quartier des Spélugues — terrains « compris entre le torrent de Sainte-Dévote et le chemin dit de Franciosi et entre la grande route de Monaco à Menton et le rivage de la mer » — est rebaptisé Monte-Carlo (le « Mont-Charles ») en l'honneur du prince,.
La constitution monégasque de 1911 (obsolète depuis celle de 1962), à son article 37, divise la principauté en trois communes, la commune de Monte-Carlo est ainsi créée couvrant également les actuels quartiers de La Rousse-Saint-Roman, Larvotto-Bas-Moulins et Saint-Michel. En 1917, on revient à une commune unique pour toute la principauté.
Depuis les années 1970, en raison de l'exiguïté du territoire, la construction de tours d'habitation s'est multipliée, modifiant considérablement le paysage de Monte-Carlo.

## Population et société

### Culture
- Ballets russes de Monte-Carlo, Grand Ballet du Marquis de Cuevas, Les Ballets Trockadero de Monte Carlo et Ballets de Monte-Carlo
- Festival de télévision de Monte-Carlo
- Festival international du cirque de Monte-Carlo (se déroule dans le chapiteau de Fontvieille, autre quartier de Monaco)
- Orchestre philharmonique de Monte-Carlo

### Sport
- Masters de Monte-Carlo, tournoi de tennis professionnel organisé chaque année en avril et comptant pour le classement ATP (se déroule au « Country Club » situé à Roquebrune-Cap-Martin, entièrement en territoire français)
- l'Association sportive de Monaco football club est un club de foot évoluant en Ligue 1 (championnat de France)
- Grand Prix automobile de Monaco : la principauté de Monaco accueille chaque année le Grand Prix de Monaco, l'une des plus anciennes et prestigieuses courses automobiles, sur un circuit dans les rues de la ville
- Rallye Monte-Carlo, organisé par l'Automobile Club de Monaco

### Média
- TMC, chaîne de télévision franco-monégasque, aujourd'hui filiale du Groupe TF1 ;
- RMC, station de radio aujourd'hui basée à Paris, aujourd'hui filiale d'RMC BFM ;
- Monte Carlo Doualiya (MCD), anciennement RMC Moyen-Orient, station de radio publique française arabophone à destination du monde arabe, émettant de Chypre, devenue aujourd'hui une filiale de France Médias Monde.

## Culture locale et patrimoine

### Lieux et monuments
- Café de Paris ;

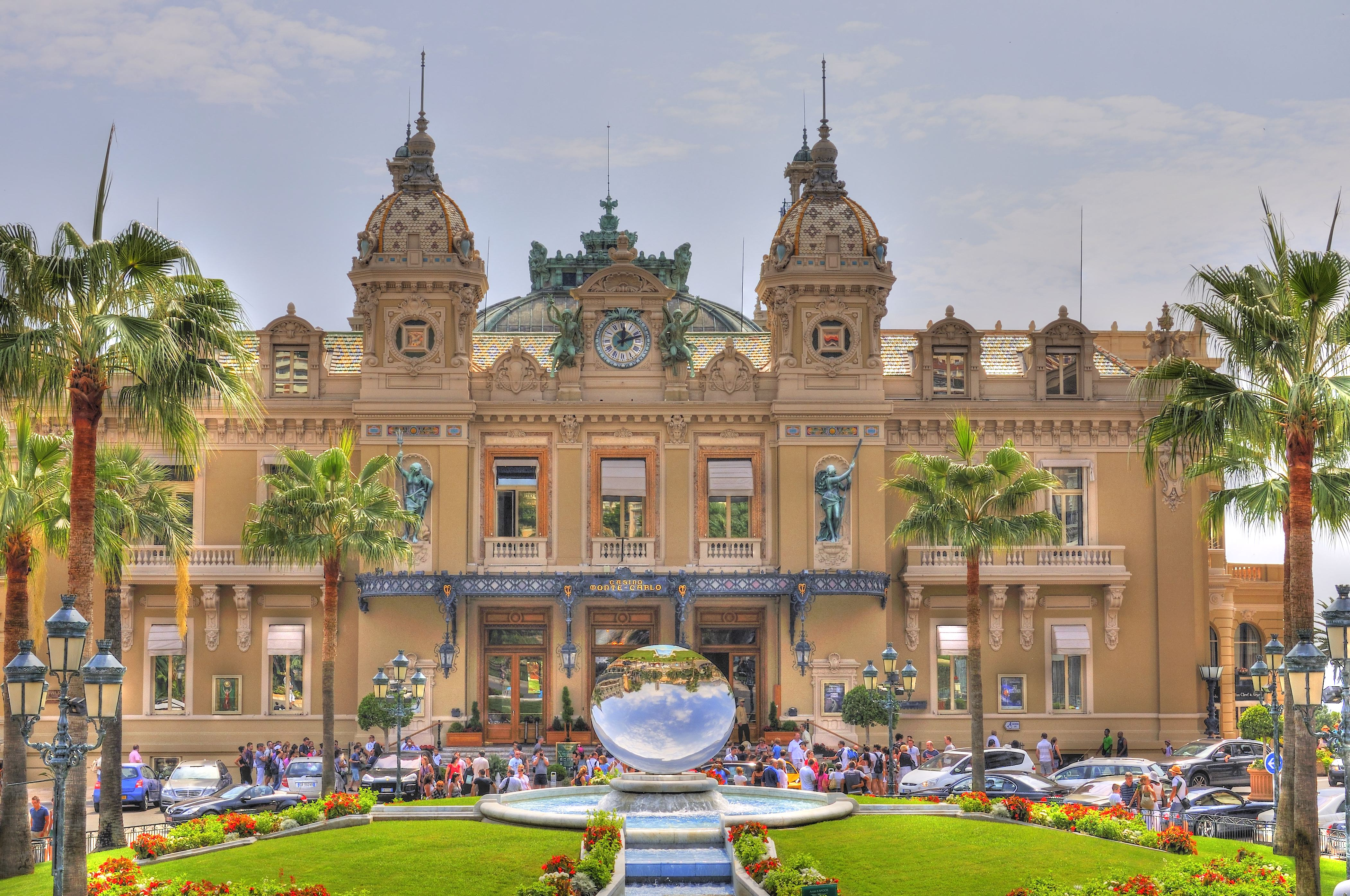
Le casino de Monte-Carlo.

- Casino de Monte-Carlo : entouré de jardins, il possède une terrasse d'où la vue s'étend jusqu'à la pointe de Bordighera en Italie. Le bâtiment comprend plusieurs corps d'édifice : à l'ouest, côté mer le plus ancien construit en 1878 par Charles Garnier, architecte de l'Opéra de Paris. Le plus récent date de 1910, comprend le théâtre et les salles de jeux, décorées de tentures, peintures et de dorures baroques ;
- Église Saint-Charles de Monte-Carlo ;
- Hôtel de l'Hermitage ;
- Hôtel de Paris ;
- Musée national des beaux-arts de Monaco ;
- Opéra de Monte-Carlo.

La partie la plus prestigieuse de Monte-Carlo est appelée « Carré d'Or ». Elle est délimitée par l'hôtel de l'Hermitage à l'ouest, la résidence Park Palace au nord, la résidence le Mirabeau à l'ouest, et la résidence Monte-Carlo Star au sud sous les jardins arrière du casino de Monte-Carlo.

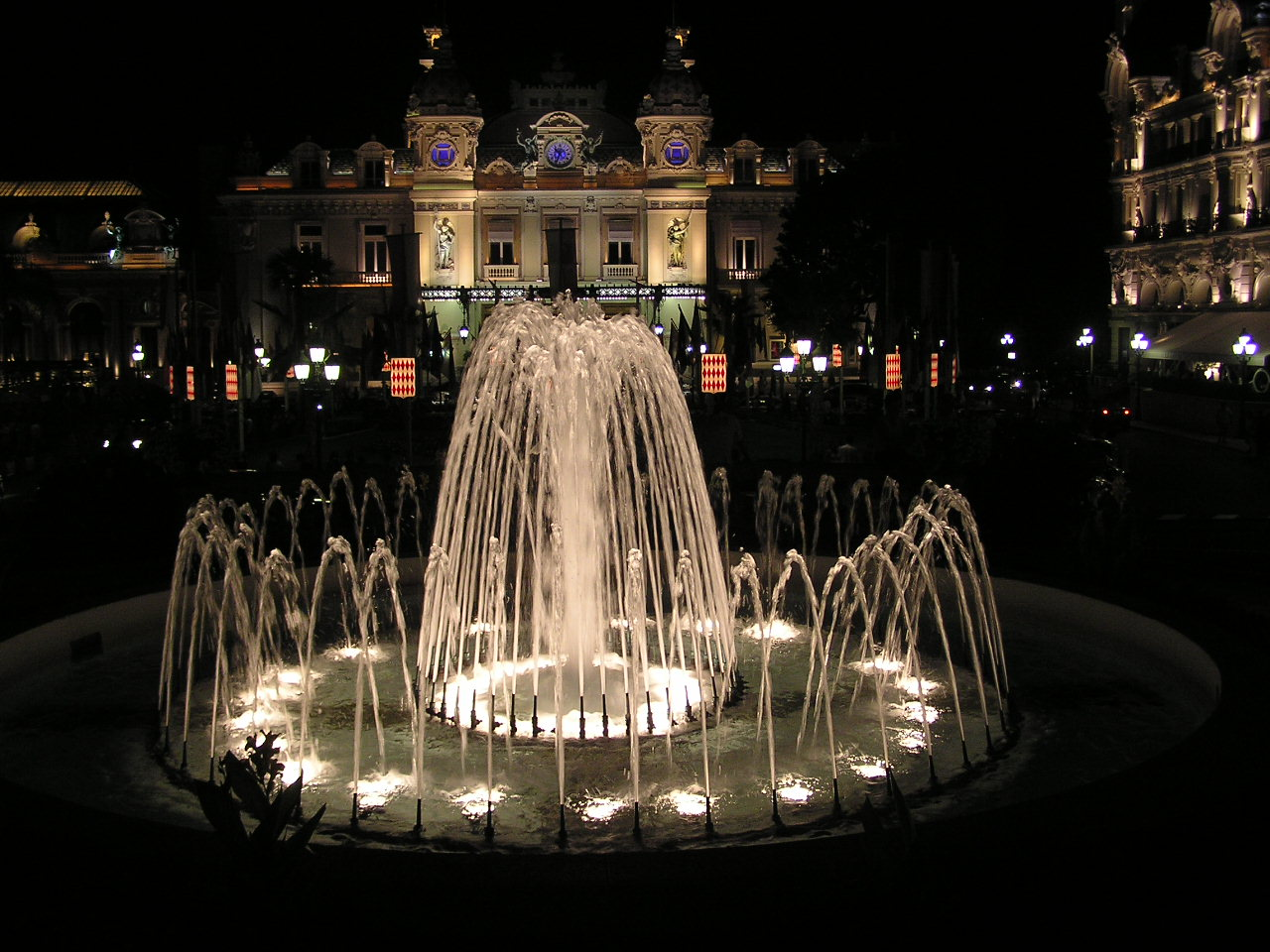
Le casino la nuit.
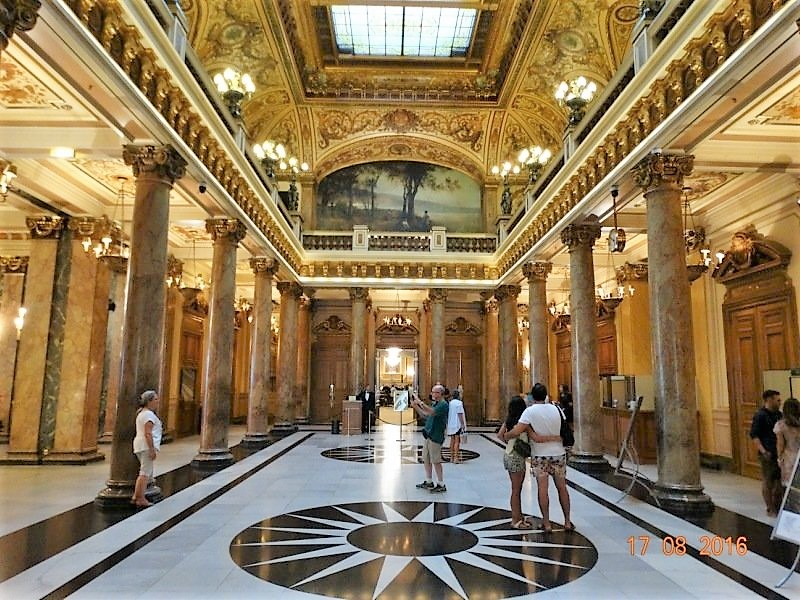
Vue intérieure du casino.
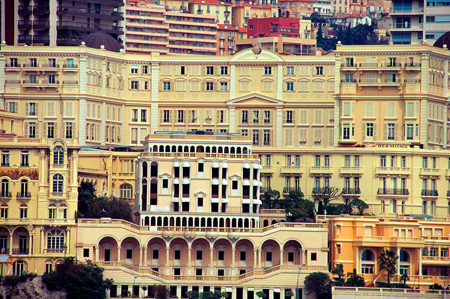
Monte-Carlo.
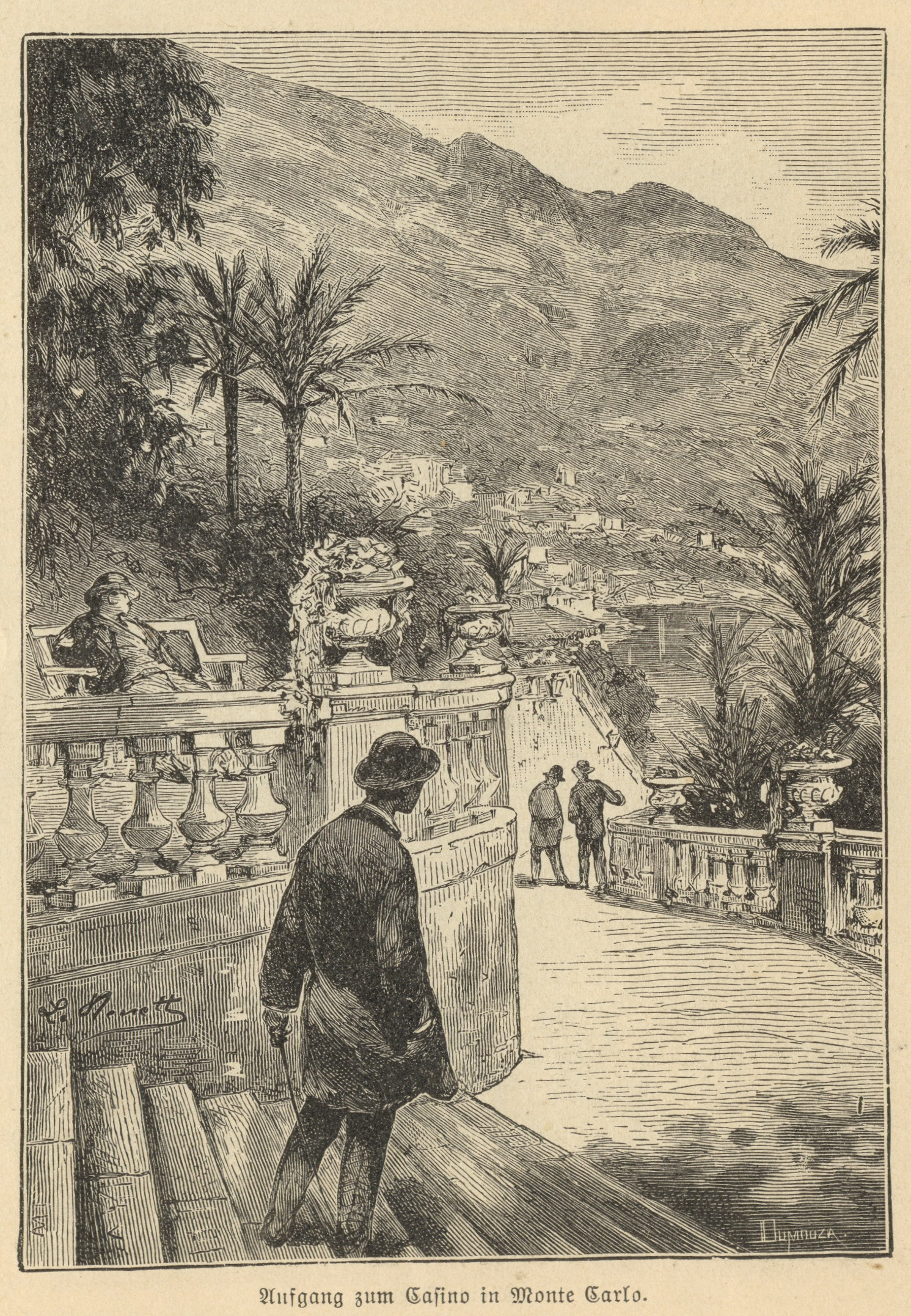
Monte-Carlo.
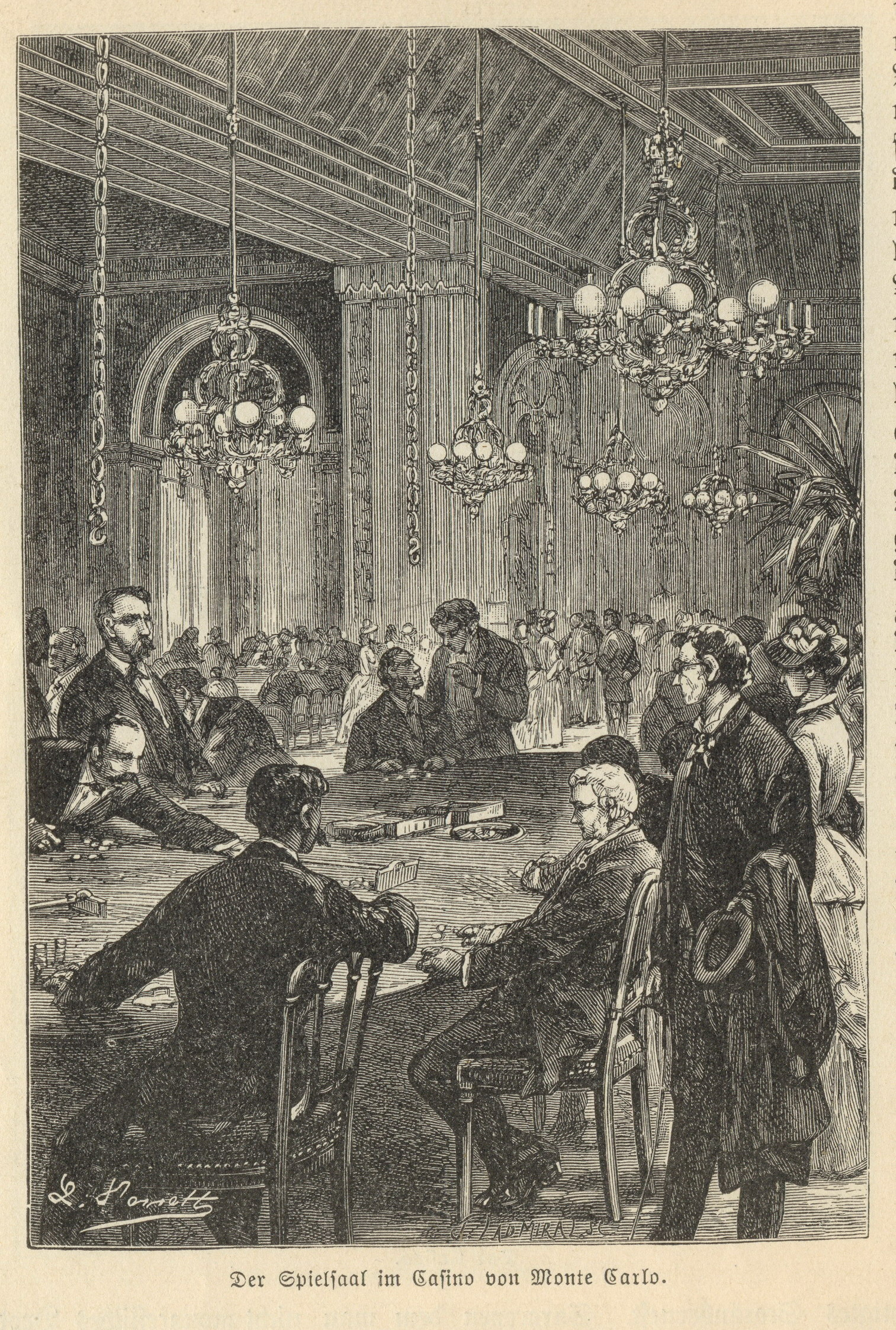
Monte-Carlo.
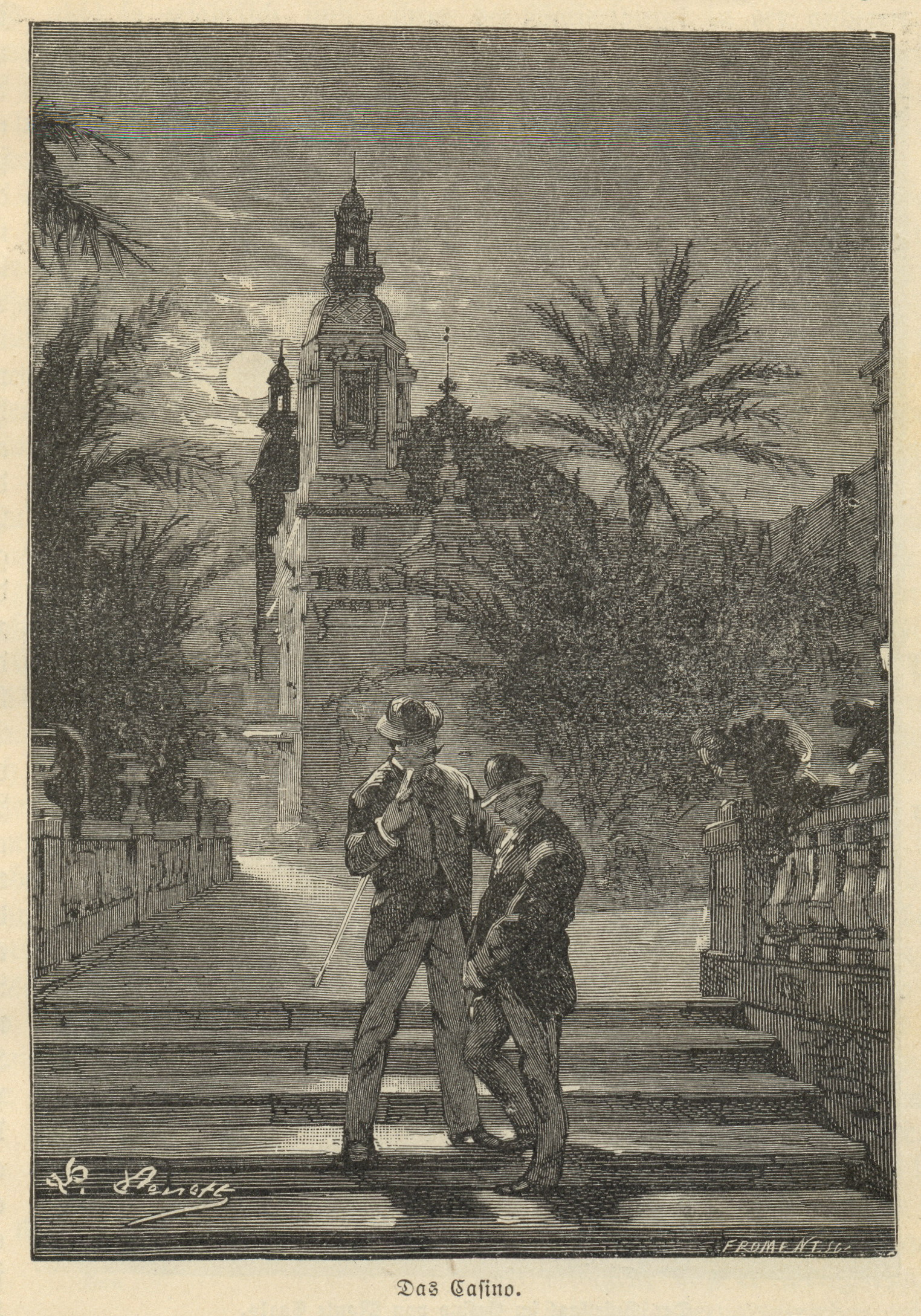
Monte-Carlo.
Panorama de Monte-Carlo.

### Personnalités liées à Monte-Carlo
Naissances
- Mireille Balin (1909-1968), actrice de cinéma française.
- Charles Leclerc (1997-), pilote de Formule 1.

Décès
- Mattie Dubé (1854-1944), peintre américaine.
- June Brunell (1923-2021), connue sous le nom de Alice Springs, actrice et photographe australienne.

### Films tournés à Monte-Carlo
- 1962 : La Baie des anges  de Jacques Demy, avec Jeanne Moreau et Claude Mann
- 1995 : GoldenEye de Martin Campbell, avec Pierce Brosnan, Sean Bean et Izabella Scorupco
- 1997 : Arlette de Claude Zidi (certaines séquences ont été filmées à l’hôtel de Paris et au Casino)
- 2008 : La Fille de Monaco d'Anne Fontaine, avec Louise Bourgoin, Fabrice Luchini, Stéphane Audran...
- 2009 : L'Arnacœur de Pascal Chaumeil
- 2010 : Iron Man 2 de Jon Favreau, Ivan Vanko alias Whiplash attaque Iron Man lors du Grand Prix de Monaco sur le port.
- 2010 : Bienvenue à Monte-Carlo de Thomas Bezucha, film américain comédie/romance/aventure - avec Selena Gomez, Leighton Meester, Katie Cassidy et Cory Monteith

#### Film ayant pour décor Monte-Carlo
- 1922 : Folies de femmes d'Erich von Stroheim. Le réalisateur fit construire comme décor à Hollywood, la réplique parfaite de la Place du Casino, qu'il a remplie de 14 000 figurants[5].